# Famille d'Oultremont
La famille d’Oultremont est une famille contemporaine de la noblesse belge dont la filiation suivie remonte au XIIIe siècle siècle. Elle est issue des seigneurs de Warnant en Hesbaye romane.
Sous l'Ancien Régime, ses membres furent échevins de Huy et de Wanze, des bourgmestres de Liège, des grands baillis de Moha, des gentilshommes de l’Etat noble du pays de Liège et du comté de Looz ; dans l'Église, des chanoines et chanoinesses, des diacres, des évêques dont un prince-évêque de Liège de 1764 à 1771 et dans l'armée, des officiers au service du Saint-Empire.
Au XIXe siècle, les comtes d'Oultremont ont accédé en Belgique à de hautes fonctions dans l'armée, la diplomatie, la politique et à la cour des rois des Pays-Bas et de Belgique. De noblesse immémoriale, c'est par lettres patentes de l’empereur Charles VI du 25 février 1731, que tous les membres de la famille d'Oultremont reçurent le titre de comte et comtesse d’Oultremont et du Saint-Empire ( plusieurs membres portaient des titres nobiliaires personnels déjà depuis longtemps par leurs fonctions et charges, certains depuis le XVIe comme les branches de Bovesse ou de Landenne), transmissible à tous les enfants des deux sexes en ligne légitime, titre reconnu le 5 mars 1816 par le roi Guillaume Ier des Pays-Bas.

## Origines
La famille d'Oultremont, originaire du village de Warnant, en Hesbaye, dans l’ancienne principauté de Liège, est issue de l'ancienne lignée des seigneurs de Warnant.  Une de ses branches patriciennes, revenue des croisades d'oultre les monts au XIIIe,  fut surnommée d'Oultremont et s'établit alors à l'écart du village et de l'ancien château de Warnant en ruine et y fonda  au XIVe siècle leur château d'Oultremont.

### La famille de Warnant
D'après les traditions, les Warnant étaient issus de la famille d'Esprez, seigneurs du comté de Huy en 941, donc anciens comtes de Huy. Une des premières mentions du village de Warnant remonte à 1137 dans une donation d'Emersinde, comtesse de Moha, de biens situés à Warnant.
Les Warnant sont cités dès le début du XIe siècle avec les titres de monseigneur, miles, chevalier, dominus. Parmi les premiers membres de la maison de Warnant, mentionnés dans les chartes, on cite Sébastien Faniquet de Warnant, chevalier et croisé, né vers 1078 et mort le 7 octobre 1145 des suites de ses blessures reçues à Turbessel (comté d'Edesse, Syrie-Turquie). Dans la Charte du Val Notre-Dame de 1137, il est mentionné comme le fondateur en 1099 de l'église Saint Jean à Warnant, à laquelle il attacha une dotation. Son obit était célébré par ses descendants à la cure de Warnant, ,.
Plusieurs branches de Warnant se sont développées selon leurs fiefs possédés: Ladrier, Fumal, Velroux, Borlée, Deveaux, du Chestial de Warnant, de la Tour Saint Jehan, et d'Oultremont.
Le blason des seigneurs de Warnant proprement dits, portait de gueules à six lionceaux d'argent et leur lignée Oultremont ne portait qu'un lion sur un coupé de gueules sur sable, armoiries transmises à la famille d'Oultremont d'aujourd'hui.
Otton de Warnant épousa en 1276 Gertrude Isabeau, sœur du châtelain du Comté de Moha et en eut cinq enfants. C'est par cette alliance que les Warnant puis les d'Oultremont durant 4 siècles se sont transmis de père en fils le titre et la charge honorifique de grand bailli héréditaire de Moha à partir de 1306 jusqu'à la fin de l'ancien régime,.

### Études publiées sur leur filiation
Selon Jean-François Houtart (Anciennes familles de Belgique, 2008), la filiation de la famille d'Oultremont est suivie depuis 1330. Selon le Nécrologue liégeois (1852) et Noblesse belge d'aujourd'hui (1967), la généalogie de cette famille remonte au XIIe via Hustin de Warnant d'Oultremont, écuyer, échevin des villes de Huy et de Wanze, mort le 17 mai 1398.
Selon le baron Isidore de Stein d'Altenstein, d'après les hérauts d’armes de la principauté de Liège, la filiation de la famille d’Oultremont remonte à Arnould de Warnant, échevin de la ville de Huy et de Wanze et mort le 17 mai 1398. 
NB. Une partie importante des 800.000 feuillets d'archives familiales séculaires conservées au château de Warfusée n'a pas encore été inventoriée ni publiée.

La tour de l’hôtel d'Oultremont à Huy, 1559

## Histoire

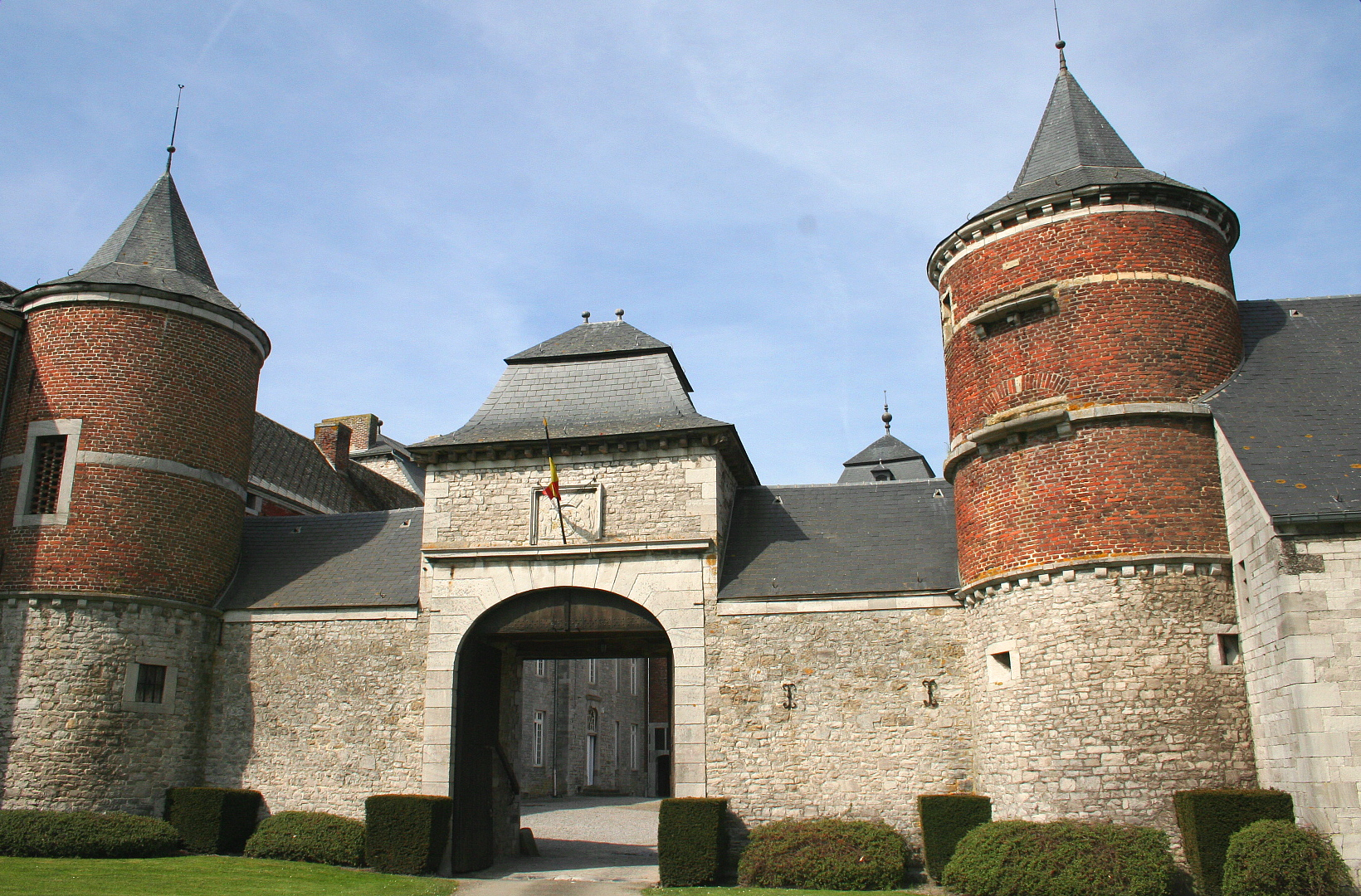
Château d'Oultremont, XVII

Cour du château de Warfusée, 1755

### Premiers degrés de la filiation prouvée
- Arnould de Warnant, échevin de la ville de Huy et de Wanze meurt le 17 mai 1398 et est inhumé dans l'église de Warnant sous une pierre tombale qui porte son effigie, armée de toutes pièces, ainsi que celle de son fils Hustin, qui suit[15]. Il est donné par certains auteurs comme fils de Hubin ou Hubert de Ladrier de Warnant, chevalier en 1331. Ecuyer en 1356, puis chevalier, Arnould participa, avec ses compagnons sous sa propre bannière (rotte d'Oultremont), à la bataille de Baesweiler en 1371, avec son fils Ameil qui y fut blessé et en décéda l'an suivant. Une rançon de 120 moutons d'or fut versée pour le libérer, en mème temps que le Duc de Luxembourg. Bourgeois élu prévôt de Huy en 1385 et 1391, grand bailli héréditaire de Moha (hérité de sa grand-mère Gertrude Isabeau de Moha et de son grand-père Otton précité et chevalier en 1271 qui portait le lion d'Oultremont depuis 1252 dans l'armorial de Huy), Arnould épousa en 1373 Catherine Maillet, veuve d'Adolphe de Warnant, également échevin de Huy[16].
- Hustin de Warnant, mort en 1400, fut enterré dans la tombe de son père[15].
- Ottar de Warnant de St Jean (fils de Hubin) est mort en 1415. Chevalier d'Oultremont, sgr de Marsinnes, Ottar épousa en 1388  Maroie de Waroux, comtesse de Dammartin et de Warfusée, dame de Marsinnes (1348-1426) dont
- Jean Hustin I de Warnant d'Oultremont releva le 15 octobre 1443, à la cour féodale de Liége, la seigneurie de  Seraing-Le-Château; en 1460, il était échevin de Huy. Il est cité, avec sa femme, Marie de Dinville, dite Bonvarlet, fille de Jean-Hanekin, et d'Alide delle Morade, dans des actes du 4 août 1438, et du 22 septembre 1457[15]. Dont
- Jean Hustin II de Warnant d'Oultremont (1440-10/4/1502), édile à Huy, il édifie les bases de son hôtel comtal dont il subsiste une tour remarquable. En 1460, une cour foncière d'Oultremont est mentionnée pour la première fois. Elu bourgmestre de Liège en 1491, Grand bailli héréditaire de Moha, il épousa en 1470 Agnès de Dommartin de Warfusée de Moege et fut inhumé à Mons le 15 avril 1502[1],[15]. Le vieux château de Warnant fut enfin abandonné au profit du domaine isolé en campagne et fondé autrefois par cette branche d'Oultremont : il est le berceau de la famille actuelle [17].

Les membres de la famille d'Oultremont furent donc seigneurs de plusieurs fiefs de la Hesbaye liégeoise et du Condroz, puis échevins et grands-mayeurs, enfin gouverneurs et châtelains de Huy. Plusieurs membres de la famille d'Oultremont furent bourgmestres de nombreuses communes modestes comme Xhignesse, puis plus importantes comme Huy et même enfin de Liège à partir de 1491, capitale de la principauté épiscopale de Liège.
La famille d'Oultremont donna à l'Église catholique six chanoines de la Cathédrale Notre-Dame-et-Saint-Lambert de Liège, de nombreux chanoines de la cathédrale Saint-Paul de Liége et de la Collégiale Notre-Dame de Huy, des dizaines de chanoinesses, prévôtes et abbesses des chapitres nobles de Munsterbilzen, Nivelles, Maubeuge, Andenne, Moustier-sur-Sambre, et un prince-évêque de Liège (1764 à 1771),.

### Époque contemporaine
Au XIXe siècle, la famille occupe en Belgique des postes importants. « On retrouve ses membres dans l'armée, la diplomatie, la politique et dans l'entourage des cours de Belgique et des Pays-Bas. ».
Le comte Joseph-Ferdinand d'Oultremont fut chambellan du roi Guillaume Ier des Pays-Bas qui abdiqua en 1840 pour épouser sa sœur, la comtesse Henriette d'Oultremont. Il fut ensuite chambellan du prince Frédéric d'Orange-Nassau des Pays-Bas. Un autre, le comte John d'Oultremont fut grand maréchal de la Cour du roi Léopold II de Belgique. La comtesse Élisabeth d’Oultremont (1867-1952) fut la première dame d’honneur de la duchesse Elisabeth de Bavière, (1876-1965) future reine de Belgique. La famille d'Oultremont est alors une des lignées emblématiques de l’élite belge. « Sur les 55 familles nobles possédant au moins cinq éligibles au Sénat, les d’Oultremont battaient tous les records, puisqu’ils étaient au nombre de 15 éligibles (...) Cela veut dire que malgré les morcellements de patrimoine à chaque génération, les parts sont encore suffisamment importantes pour atteindre le seuil d'éligibilité. »
La famille d'Oultremont compte au XXIe siècle une douzaine de branches représentées dans une association familiale (asbl depuis 1983) et quelques centaines de membres selon les données du dernier état présent de la noblesse du royaume de Belgique en 2010, et mis à jour par un arbre généalogique actualisé en 2017.

## Arbre généalogique
- Jean-Hustin Ier d'Oultremont
  - Jean-Hustin II d'Oultremont (1451-1502). Marié à Agnès de Dammartin comtesse de Warfusée de Moege, dont quatre enfants
    - Jean-Hustin III (1470-1507). Marié à Josette de Dongelberg de Longchamp, dame de Lamine
      - Jean-Hustin IV d'Oultremont (1495-1581). Marié à Anne de Viron dont onze enfants.
        - Gérard d'Oultremont (1535-)
        - Charles d’Oultremont, (1550-1607),
          - Antoinette d'Oultremont,

        - Jacques Barthelemy d’Oultremont, (1526-1590), deuxième fils de Jean-Hustin IV, Officier dans l'armée impériale à la Bataille de Lépante en 1571. Sans -alliance ni postérité.
        - Jean-Hustin V d’Oultremont, (1523-1585), fils du précédent, seigneur de Lamine et d’Oultremont. Marié à Jeanne de Baillet-Latour dont cinq enfants.
          - Emile d'Oultremont, (1568-1635). Marié en 1590 avec la comtesse Aldegonde de Brialmont, dont onze enfants.
            - Jean-Baptiste d’Oultremont (1606-1681). Marié à la comtesse Marie-Henriette de Berlaymont (1643-1681) dont cinq filles et trois garçons.
              - Jean-Baptiste François d'Oultremont (1672-1735). Sans alliance ni postérité.
              - Jean-François-Paul-Émile d'Oultremont (1679-1737). Marié à Marie-Isabelle de Bavière de Schagen.
                - Charles-Nicolas d'Oultremont (1716-1771)
                - Florent d'Oultremont de Warfusée, (1711-1763). Marié à la comtesse Anne-Louise de Lannoy de Clervaux.
                - Jean d'Oultremont de Wégimont (1715-1782). Marié à Jacqueline de Tiarck Waltha, il est le premier ancêtre commun à tous les descendants actuels.
                  - Charles-Ignace d'Oultremont de Wégimont (1753-1803). Marié à Anne-Henriette de Neuf d'Aische dont descend la branche aînée actuelle.
                    - Ferdinand II d'Oultremont de Wégimont (1792-1814).
                    - Émile I d'Oultremont de Wégimont et de Warfusée (1787-1851). Marié à Marie-Françoise de Lierneux de Presles.
                      - Émilie d'Oultremont de Wégimont (1818-1878).
                      - Théodore d'Oultremont de Wégimont et de Warfusée  (1815-1875). Marié à Marie-Thérèse de Copis dont 5 fils.
                        - Emile II d'Oultremont de Wégimont et de Warfusée (1838-1894). Marié à Angélique comtesse de Mercy-Argenteau (1846-1898).
                          - Hadelin d'Oultremont de Wégimont et de Warfusée (1877-1943). Marié à la princesse Hélène de Ligne dont deux fils et une fille.
                            - Charles-Émile d' Oultremont de Wégimont et dWarfusée (1915-1996). Marié à la baronne Béatrice van der Straten Waillet (1920-2011) dont deux fils et une fille.
                              - Baudouin d'Oultremont de Wégimont et de Warfusée (1948-2022). Marié à la comtesse Dianora Khuen - Belasi - Lützow (1952).
                                - Stéphanie d'Oultremont de Wégimont et de Warfusée (1977). Mariée au comte Paul de Lannoy (1967) dont trois filles et un fils.
                                - Hélène d'Oultremont de Wégimont et de Warfusée (1979). Mariée au vicomte Thibault le Gentil de Rosmorduc (1969) dont une fille et un fils, propriétaires du Château d'Oultremont.
                                - Florence d'Oultremont de Wégimont et de Warfusée (1980). Mariée à Quentin Pringiers (1980) dont deux fils et trois filles.

                  - Ferdinand I d'Oultremont (1760-1799). Marié à Johanna Hartsinck.
                    - Henriette d'Oultremont de Wégimont, (1792-1864). Mariée à Guillaume Ier des Pays-Bas.
                    - Joseph Ferdinand d'Oultremont (1797-1869). Marié à Isabelle Bonham avec 22 enfants dont 17 avec descendance.
                      - John d'Oultremont (1848-1917). Marié à la comtesse Renée de Merode dont trois fils.
                      - Ferdinand-Guillaume d'Oultremont (1826-1852)
                      - Eugène d'Oultremont (1845-1916). Marie à la comtesse Henriette d'Oultremont (1856-1929), cinq enfants dont
                        - Jacques Eugène d'Oultremont (1879-1946). Marié à la comtesse Gabrielle d'Ursel, six enfants dont
                          - Eugène d'Oultremont (1922-2005). Marié à la comtesse Madeleine de Liedekerke, quatre enfants dont
                            - Jacques-Guillaume (dit Jimmy) d'Oultremont époux de Desideria Sposito, propriétaires du château de Presles.
                            - Colienne, épouse du comte Christian de Limburg Stirum

                      - Émile d'Oultremont (1831-1896). Marié à Juliette baronne Tahon de La Motte (1837-1912) dont sept enfants.
                        - Georges d'Oultremont (1869-1927)
                          - Yves d'Oultremont (1894-1938)
                          - Emmanuel d'Oultremont (1899-1940). Marié à Marie-Antoinette Simonis dont sept enfants.
                            - André d'Oultremont (1922-2014). Marié à Nadine van de Werve d'Immerseel (1923-2019) dont sept enfants.
                            - Vincent d'Oultremont (1924-1995)
                              - François-Xavier d'Oultremont
                                - Michel d'Oultremont (1992-)

                      - Théodore d'Oultremont (1839-1913)
                        - Henri d'Oultremont (1866-1914). Marié à la baronne Alice Nothomb.
                          - Anne d'Oultremont (1896-1986). Mariée au comte Paul de Liedekerke de Pailhe.
                          - François d'Oultremont (1899-1988). Marié à Antoinette de Prelle de la Nieppe.

                        - Philippe d'Oultremont (1879-1959), Marié à Marie-Thérèse Le Bègue de Germiny dont quatre enfants.
                          - Théodore d'Oultremont (1914-2010). Marié à Marie-Victoire de Laistre
                            - Patrice d'Oultremont (1940-)
                              - Odile d'Oultremont (1974-)

                          - Georges d'Oultremont (1916-1993). Marié à Myriam du Roy de Blicquy dont huit enfants.

                      - Adrien d'Oultremont (1843-1907). Marié à Hélène Malou.
                        - Herman d'Oultremont (1882-1943)
                        - Albert d'Oultremont (1887-1946)
                          - Adrien d'Oultremont (1918-2005). Marié à la comtesse Marie-Blanche du Chastel de la Howarderie (1921-2016) dont deux filles : Sophie épousa le comte Christian d'Ursel, et Clotilde le prince Charles-Louis de Merode.
                          - Humbert d'Oultremont (1928-1995). Marié à Odette de Briey (1932-1998) dont trois enfants.

                    - Charles-Ferdinand d'Oultremont de Wégimont (1789-1852). Marié à la comtesse Joséphine-Louise van der Noot de Duras. Fondateur de la branche de Duras.
                      - Octave d'Oultremont (1815-1898). Marié à Marie-Rose d’Ennetières
                        - Adhémar d'Oultremont de Duras (1845-1910). Marié à Clémentine de Cröy-Dülmen dont deux fils, dont postérité dans la maison de Liedekerke qui hérita du Château de Duras (Belgique).

## Personnalités
- Jean-Hustin II d'Oultremont (1451-1502), fils de Jean-Hustin Ier, grand bailli héréditaire de Moha. En 1491, il est le premier de sa famille à être élu bourgmestre de Liège. Il se marie en 1470 à Agnès de Dammartin de Warfusée de Moege, dont 4 enfants, et fut inhumé à Mons le 15 avril 1502[1],[15].
- Jean-Hustin III, (1470-1507), fils du précédent, écuyer, seigneur d’Oultremont, reçu bourgeois citain de Liège et inhumé à Hollogne-Aux-Pierres. Époux en 1502 de Josette de Dongelberg de Longchamp, dame de Lamine (inhumée en l’église St Rémy)[22].
- Jean-Hustin IV d'Oultremont, (1495-1581), fils du précédent, seigneur de Laminne, de Bossu, de Tahier et d'Oultremont, échevin de Huy de 1538 à 1580. Époux de Anne de Viron (1505-1550) qui lui donna 11 enfants. Grand-mayeur de Huy de 1547 à 1557. Initiateur des chartes et privilèges rédigées dans les cartulaires de la ville de Huy. Gouverneur de la ville et du château de Huy (1547-1554)[15], il y rénova l'hôtel des comtes d’Oultremont en 1559, abattu vers 1896 et dont il ne subsiste qu'une tour armoriée (tour d'Oultremont)[23], classée en 1955, rue du palais de justice no 7[24]. À ne pas confondre avec la tour de l'ancien hospice d'Oultremont[25], autrefois maison claustrale fondée par les premiers sires d'Oultremont, restaurée en 1575 par son fils Gérard le chanoine, qui suit.
- Gérard d'Oultremont[26]  né le 7 octobre 1535, chanoine de la collégiale Notre-Dame de Huy. Nombre de ses successeurs, tous des Oultremont, ont entretenu cette maison claustrale (hospice d'Oultremont) pendant 4 siècles et elle fut finalement confiée récemment aux œuvres caritatives communales du CPAS conformément aux dispositions testamentaires de ses derniers propriétaires. Classé en 1933[27], restauré par l'Ideg, ce monument emblématique du patrimoine hutois abrite de nos jours des bureaux dont l'actuel office du tourisme, situé au no 1 quai de Namur.
- Charles d’Oultremont, (1550-1607), fils du précédent, Gentilhomme du Pays de Liège, seigneur de Fosseroule, de Balgoy, Kints, Velenne, Petit-Warêt, Dopyn et Doyweerdt. Cavalier membre de l’État Noble du Pays de Liège en 1600[28], avec son frère Michel[29], Seigneur de Bossu et Tahier, gentihomme du Pays de Liège et du comté de Looz, et son neveu Emile, seigneur de Lamine (qui suit).
- Jean-Hustin V d’Oultremont, (1523-1585), fils du précédent, seigneur de Lamine et d’Oultremont. Il épousa en 1551 Jeanne de Baillet, baronne de Han sur Lesse et Chevetogne, dame de Neerlinter, La Motte, Hamerenne, Knèze, Binckum. Dont 5 enfants.
- Jacques Barthélémy d’Oultremont, (1526-1590), deuxième fils de Jean-Hustin IV, chevalier de l'Ordre de Malte en 1566[30], Officier dans l'armée impériale à la Bataille de Lépante en 1571. Sans alliance ni postérité.

Le chanoine Jean-Baptiste d'Oultremont, (1606-1681) renonce à la vie cléricale après la mort de ses frères au combat, pour se marier à 64 ans et assurer une descendance à sa lignée.

- Emile d’Oultremont, (1568-1635), fils aîné de Jean-Hustin V. Baron de Han-sur-Lesse, seigneur de Lamine, Chantraine et Chevetogne, député aux États nobles du Pays de Liège. Gentilhomme du prince-évêque de Liège Ferdinand de Bavière. Marié en 1590 avec la comtesse Aldegonde de Brialmont, dont 11 enfants.
- Jean-Baptiste d’Oultremont (1606-1681), fils du précédent, baron de Han-sur-Lesse, seigneur de Lamine et de Chevetogne. Clerc en 1620, sous-diacre et chanoine au Chapitre de Huy de 1627 à 1658. Rendu à la vie laïque par autorisation spéciale du Pape Innocent X en 1646 et après l’accord du prince-évêque de Liège Maximilien-Henri de Bavière en 1656 car à la suite du décès de ses frères aînés morts au service des armées impériales (Cassian d’Oultremont à Vienne en 1639 et Hippolyte d’Oultremont vers 1640), il était devenu le dernier héritier mâle de sa lignée. Il reprit la gestion du domaine familial à Oultremont et pour assurer la descendance de sa maison, il épousa en 1662, à 59 ans, la comtesse Marie-Henriette de Berlaymont (1643-1681), de 37 ans sa cadette, fille du comte Jean de Berlaymont (1610-1659) et d’Anne de Brandebourg. Elle lui donna cinq filles et trois garçons. Une dalle doublement armoriée de 1667 sur le porche d’entrée du Château d'Oultremont témoigne de cet événement. Marie-Henriette mourut au printemps 1681, à 37 ans, des suites de son huitième accouchement et son époux mourut 15 jours plus tard, à 75 ans. Ils furent inhumés dans la crypte de la chapelle du château.

Jean-Baptiste François d'Oultremont, grand-bailli de Moha, bourgmestre de Liège en 1711, né au château d'Oultremont en 1672 et décédé au château de Warfusée en 1735.

- Jean-Baptiste François d'Oultremont (1672-1735), fils du précédent, seigneur de Lamine, grand bailli héréditaire de Moha, est élu bourgmestre de Liège en 1711[15],[31] avec frappe spéciale d'une médaille en or à son effigie. Réviseur du Tribunal des XXII en 1714, seigneur de Warnant, Malaise, Warêt-l'Evêque, Bovesse, Fosseroule, Huccorgne, Landenne, membre de l’État noble du Pays de Liège, il porte le titre de baron (22 octobre 1697), puis comte du Saint-Empire (1704). Sans alliance ni postérité.
- Jean-François-Paul-Émile d'Oultremont (1679-1737), frère du précédent, comte d'Oultremont et du Saint-Empire en 1731, pair du Duché de Luxembourg, grand bailli héréditaire de Moha, reçu gentilhomme de l’État noble du pays de Liège et comté de Looz en décembre 1707, se marie en 1703 à Marie-Isabelle de Bavière de Schagen, comtesse héritière de Warfusée et de Drunen, baronne de Schagen. Elle hérite en 1707 de son frère du château de Warfusée qu'elle apporte dans la famille d'Oultremont.
- Charles-Nicolas d'Oultremont (1716-1771), dernier enfant du précédent, prince-évêque de Liège de 1764 à 1771. Élu évêque de Liège le 20 avril 1763 par le chapitre, après confirmation du Saint-Siège, il est investi comme évêque de Liège de la dignité de prince du Saint Empire par l'empereur[32]. Il participa à l’édification en 1766 de l’hôtel de ville de Huy, comportant son blason au fronton polychrome [24] et une plaque commémorative dans le hall (Grand Place  no 1, monument classé en 1966). Idem pour l'église du Saint-Sacrement de Liège portant le même blason polychrome à son fronton (partiellement restauré en 2019 sans sa polychromie originelle).

Jean-François d'Oultremont, 1676-1737, époux d'Isabelle de Bavière, comtesse de Warfusée.

- Florent d'Oultremont, (1711-1763), frère aîné du précédent, baron de Han-sur-Lesse et Chevetogne, seigneur des villes et pays de Schagen en Frise-Occidentale, de Drunen près Bois-Le-Duc, de Lamine, Warnant, Waret-l'Évêque, La Malaise, Offoux et d'Havelange. Membre de l'État noble du Pays de Liège (depuis le 14 février 1737), il épousa la comtesse Anne-Louise de Lannoy de Clervaux. Il fait rebâtir en 1755 par Jean-Gilles Jacob, dans le plus pur style néoclassique Louis XV avec ses armoiries au fronton polychrome, le vieux château de Warfusée hérité par son père des Renesse[33],[34].

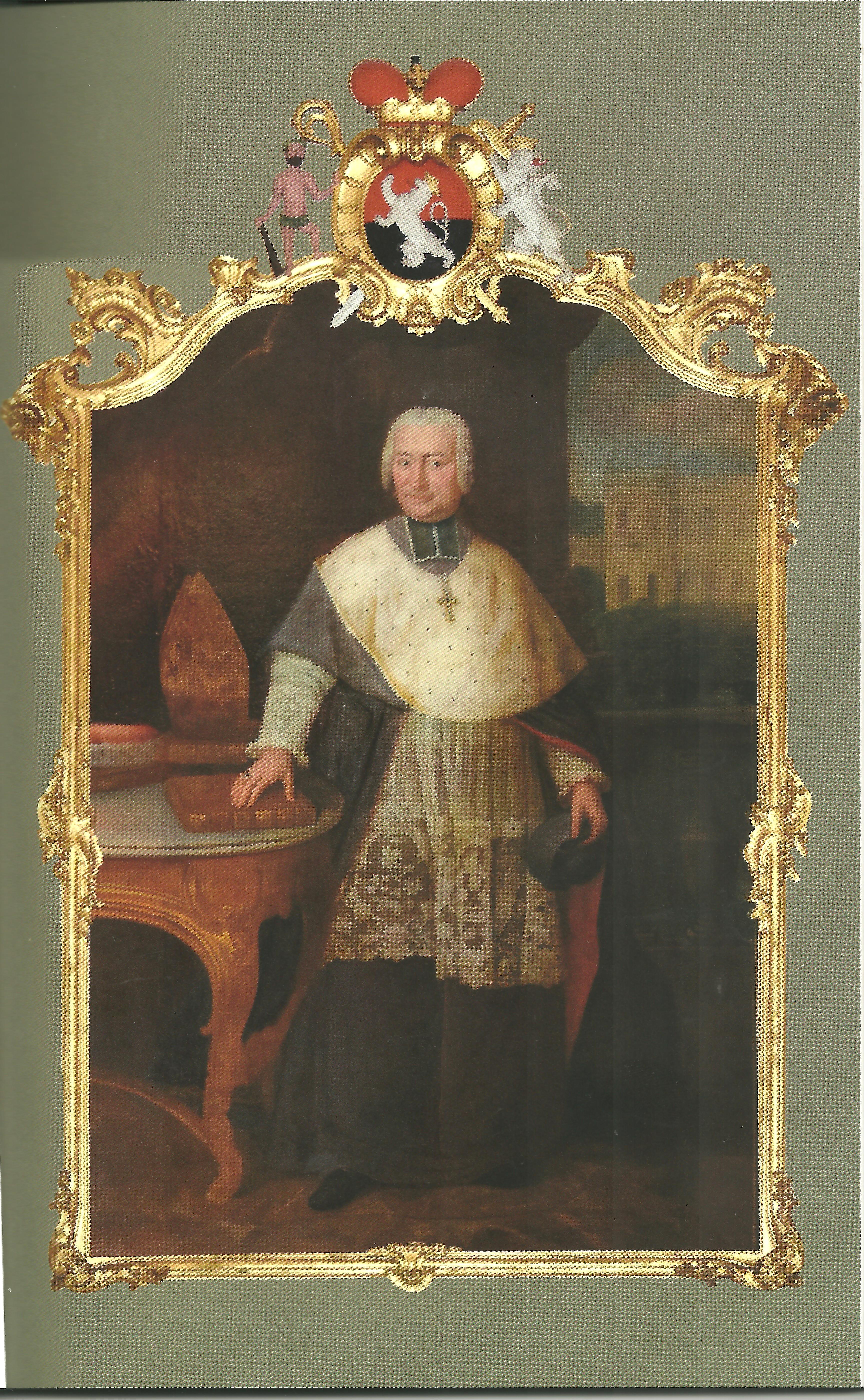
Charles-Nicolas d'Oultremont, Prince-Evêque de Liège (1716-1771).

- Jean d'Oultremont (1715-1782), frère du précédent, lieutenant-colonel de dragons, chef de l'État noble de 1764 à 1782, gouverna, comme premier ministre la principauté de Liège dont son frère Charles-Nicolas fut prince-évêque de 1763 à 1771 et reprit la charge de grand maître de la principauté. Le Roy de France, Louis XV, le désignait comme «le citoyen le plus distingué et le plus illustre de sa principauté». Marié à une riche veuve de Leyde, Jacqueline de Tiarck Waltha, il est le premier ancêtre commun à tous les descendants actuels.
- Charles-Ignace d'Oultremont (1753-1803), fils du précédent, financier et homme politique, épousa Anne-Henriette de Neuf d'Aische, veuve de Théodore van de Werve et héritière d'un puissant banquier d'Anvers, Simon de Neuf étant seigneur héritier du château d’Aische. Leur fortune, tant en titres qu'en terres, étant menacée de confiscation par les Révolutionnaires en 1793, ils émigrent in extremis dans des conditions si pénibles qu'un enfant meurt sur les routes, et ils se réfugient en Prusse. Charles-Ignace revint à Anvers, pour résider au château Hof Ter Linden à Edegem ou de Viersel. Pendant la terreur, il y cachait des religieux en exercice et des artistes français, comme Gilles-Lambert Godecharle qui y réalisa une statue en marbre de la comtesse d'Oultremont avec ses enfants. C'est ainsi que furent baptisés en cachette son fils Emile en 1797, et sa dernière fille Olympe en 1798. Il meurt en 1803, sans avoir revu Oultremont[35].
- Ferdinand I d’Oultremont (1760-1799), son petit frère, colonel des gardes de Dragons au service des États Généraux contre la République Française, épouse en 1789 à Amsterdam Johanna  Hartsinck, fille d'Andries Hartsinck, Vice-Amiral de Hollande, amiral et commandant en chef de la flotte des Pays-bas en 1776.
- Ferdinand II d'Oultremont (1792-1814), fils de Charles-Ignace, est sorti sous-lieutenant de l'école de cavalerie sous l'Empire, et fut affecté au 2e régiment: il fut tué d'un boulet de canon en 1814 à Vitry-le-François et enterré au pied d'un arbre. Son corps fut inhumé ensuite dans la chapelle du château de Wégimont.
- Émile I d'Oultremont (1787-1851)[20], son frère aîné, cumule les mandats politiques et diplomatiques, les honneurs et les richesses. Membre du Congrès National, sénateur, ministre plénipotentiaire, membre de l'ordre équestre, membre des États provinciales de Liège, comte du Saint-Empire, , commandeur de l'ordre de Léopold, grand-croix de Grégoire Ier, croix de Fer de Belgique. Dès 1807, il fut nommé lieutenant de louveterie dans l'Entre-Sambre-et-Meuse. Remarquable gestionnaire[36],[37], il fut le premier intendant choisi par le conseil d'administration de l'hospice d'Oultremont (actuel office du tourisme) à Huy en 1817 pour gérer cette ancienne maison claustrale. En 1814, Il épouse la baronne Marie-Françoise de Lierneux de Presles qui apportera le château de Presles aux Oultremont qui le possèdent toujours aujourd’hui. Élu en 1827 aux États provinciaux de Liège en remplacement de Félix de Lannoy, comme fervent catholique, il prit une voie différente de son prédécesseur. Lors des événements de 1830, il fut élu président de la Commission de Sûreté Publique, et prit ses distances vis-à-vis de la Révolution. Une cloche armoriée porte sa dédicace, dans la chapelle du château de Presles.
- Sa fille, Émilie d'Oultremont de Wégimont, (1818-1878), veuve du baron Victor van der Linden d’Hooghvorst (1813-1847), décide d'entrer en vie religieuse et fonde en 1857 à Strasbourg la première maison des sœurs de Marie-Réparatrice. Elle sera béatifiée par décret papal de Jean-Paul II à Rome le 12 octobre 1997.
- Théodore d’Oultremont de Wégimont et de Warfusée  (1815-1875), son frère ainé, conseiller provincial, bourgmestre de Saint Georges sur Meuse, inspecteur provincial des haras de l’État. Époux en 1837 à Warfusée de la baronne Marie-Thérèse de Copis qui lui donne 5 fils.

Jean d'Oultremont de Wégimont, 1715-1782 lieutenant-colonel des Dragons, qui administra la principauté de Liège pour son frère, le Prince-évêque.

- Emile II d’Oultremont de Wégimont et de Warfusée (1838-1894), fils aîné du précédent, chevalier de l'ordre de Léopold, grand-croix de l'ordre du Faucon Blanc de Saxe Weimar, chevalier de l'ordre Sauveur et de l'ordre Impérial du Medjidie. Époux en 1871 à Warfusée d’Angélique comtesse de Mercy-Argenteau  (1846-1898), petite-fille de Charles qui hérita une fortune considérable de son père adoptif Florimond comte de Mercy-Argenteau, ainsi que de meubles somptueux[38] dont certains souvenirs du château de Versailles qui ornent aujourd’hui les salons privés du château de Warfusée.
- Henriette d'Oultremont de Wégimont, (1792-1864), fille de Ferdinand I, dame d’honneur pendant 20 années de la reine des Pays-Bas, Wilhelmine de Prusse (1774-1837), se maria à Berlin en 1841[39] avec le roi veuf  Guillaume Ier des Pays-Bas (1772-1843) qui abdiqua pour l'épouser sous les titres de duc et duchesse de Nassau[39]. Décédée à 72 ans le 26 octobre 1864 au château Rahe - Laurensberg (Aachen) où elle résidait avec le comte de Nassau, elle est inhumée sous le pavement de la chapelle castrale dans le parc du domaine provincial de Wégimont.
- Joseph Ferdinand d'Oultremont, (1797-1869), son frère, fut successivement chambellan du roi Guillaume Ier des Pays-Bas, puis le prince Frédéric des Pays-Bas, marié à Isabelle Bonham, sœur du gouverneur de Hong Kong et fille d'un amiral perdu avec son équipage en mer de Chine méridionale. 22 enfants dont 16 avec descendance[38].
- John d’Oultremont (1848-1917), son dernier fils, détaché à la maison militaire du Roi, capitaine-commandant, maréchal de la cour du roi Léopold II de Belgique, et honoraire sous Albert Ier. Grand-croix de l'ordre de Léopold, grand officier de l'ordre national de la Légion d'honneur, 1ère Classe de l'ordre de l'Aigle Rouge de Prusse et de l'ordre du Soleil levant. grand-croix de l'ordre royal de Victoria, de l'ordre d'Orange-Nassau et de l'ordre de la Maison ernestine de Saxe, grand cordon de l'ordre de Saint-Michel, de l'ordre de l'Étoile de Roumanie, de l'ordre de la Couronne d'Italie, de l'ordre du Christ du Portugal, de l'ordre de l'Éléphant blanc, de l'ordre royal de l'Étoile polaire, de l'ordre de Dannebrog, de l'ordre de la Couronne de chêne, de l'ordre de François-Joseph, de l'ordre de la Couronne de Bavière, de l'ordre d'Albert, de l'ordre d'Adolphe de Nassau, etc.. et de très nombreux autres ordres. En 1881, il épousa la comtesse Renée de Merode (commandeur de l'ordre de Léopold avec étoile d'Argent, commandeur de l'ordre de la Couronne, chevalier de la Légion d'Honneur), dont 3 fils. Il restaura et aménagea leur château de Ham-sur-Heure où ils résidèrent. Il disposait d'un pied-à-terre à Bruxelles en son hôtel particulier rue de Brederode, qui communiquait directement avec le palais royal par un discret souterrain. Ami et confident le plus proche de Léopold II[40] qui l’utilise parfois pour tromper son public. C’est d’ailleurs la seule personne que le monarque tutoyait. Un anarchiste jeta un jour une bombe sur la fausse calèche royale ; au moment où, la barbichette un peu roussie et la mécanique tout ébranlée, le grand maréchal se présente enfin au palais, Léopold II lui lance narquois : «Comte John! Eh bien, mon pauvre ami, je ne te savais pas autant d’ennemis ! »[38]. En 1916, il fut fait prisonnier et mourut en 1917 des tortures infligées par ses geôliers allemands.

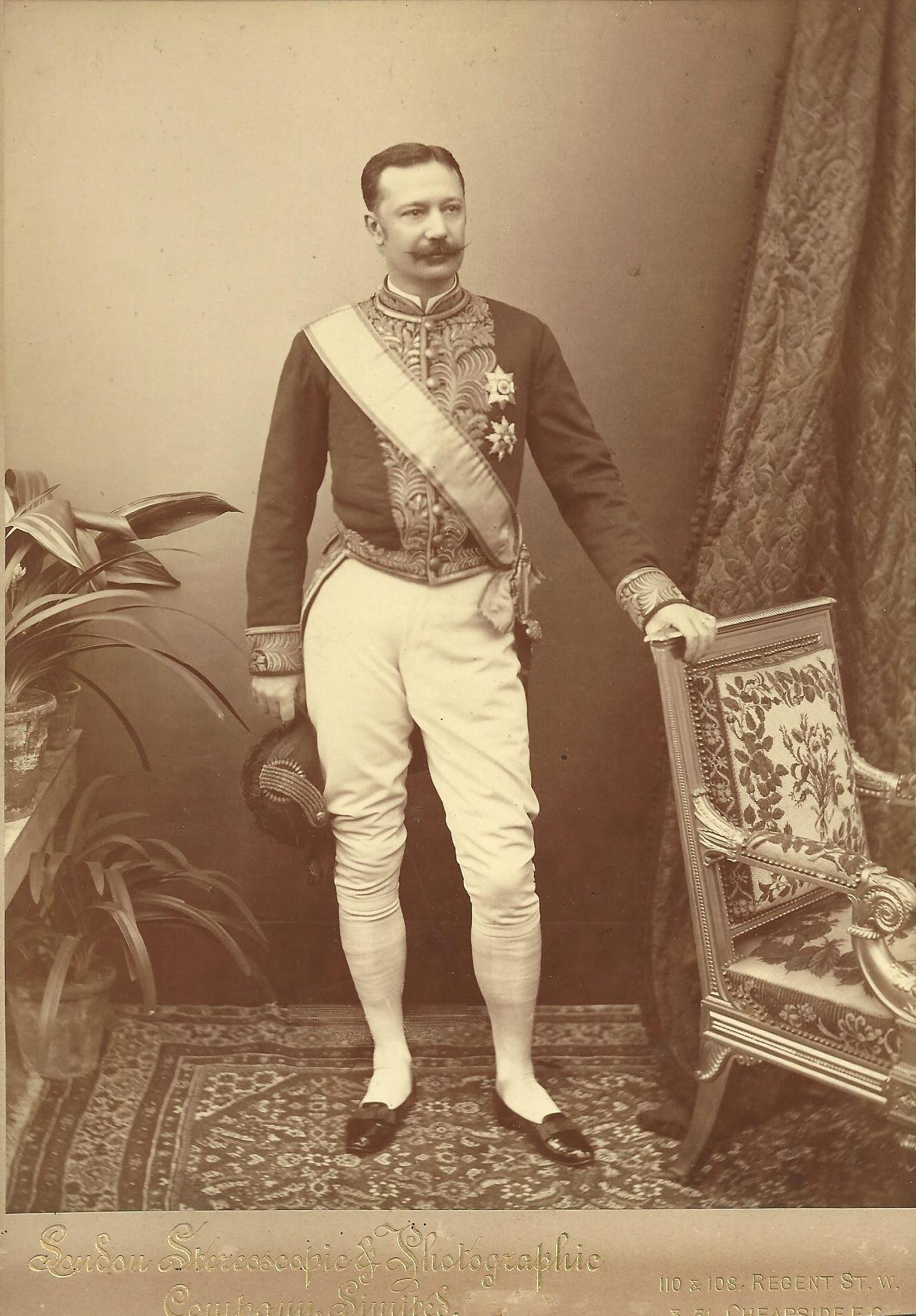
John d'Oultremont, grand maréchal de la Cour(1848-1917) l'ami de Léopold II. Il résida au château d'Ham-Sur-Heure avec son épouse, la comtesse Renée de Merode.

- Ferdinand-Guillaume d'Oultremont (1826-1852), son frère aîné, diplomate secrétaire de légation et chevalier de l'ordre de l'Aigle rouge de Prusse, qui s'éprit en 1851 d'Eugénie de Montijo, comtesse de Téba, et future épouse de Napoléon III[41]. Il paraît retenir un moment son attention[42], mais celle-ci refusa le prétendant[43].
- Charles-Ferdinand d’Oultremont de Wégimont (1789-1852), frère d’Henriette, seigneur du château de Duras dont il hérita par mariage avec la comtesse Joséphine-Louise Vandernoot de Duras, veuve du prince Louis-Eugène de Ligne (12 mai 1766 - Bruxelles 10 mai 1813), Dame du Palais de la reine des Pays-Bas, fille de Jean-Joseph (1746-1803), baron de Carloo, Meldert, etc. Il fut le bâtisseur du château de Maillard (Meldert) en 1845 avec la participation de l'architecte liégeois Auguste-Marie Vivroux. Fondateur de la branche de Duras, il est le père d’Octave et grand-père d’Adhémar d'Oultremont de Duras.

Adhémar d'Oultremont de Duras, à La Berlière (1845-1910), époux de Clémentine de Croÿ pour qui il édifia le Mausolée à Houtaing en 1893.

- Octave d'Oultremont, (1815-1898), grand maître de la maison du comte de Flandre, officier de l'ordre de Léopold et décoré de nombreux autres ordres. Bourgmestre de Duras. Sa mère était Joséphine-Louise comtesse van der Noot de Duras et baronne de Maillard, veuve en 1813 du prince Louis-Eugène de Ligne. Octave hérita par mariage, en 1844 avec la richissime marquise Marie-Rose d’Ennetières et comtesse de Mouscron (1823-1876), du château de La Berlière avec son vaste domaine[44]
- Adhémar d'Oultremont de Duras (1845-1910), homme d’État, membre de la chambre des représentants de Belgique, diplomate, officier de l'ordre de Léopold, officier de la Légion d'honneur, chevalier de l'ordre d'Adolphe de Nassau, chevalier de l'ordre des Saints-Maurice-et-Lazare, propriétaire du château de La Berlière (Houtaing) et fondateur du mausolée d'Oultremont. Marié à la princesse Clémentine de Cröy-Dülmen [44] inhumée dans le mausolée d'Oultremont à Houtaing, classé patrimoine funéraire majeur national[45],[46],[47],[48]. Ils eurent deux fils, dont postérité dans la maison de Liedekerke qui hérita de Duras et du château d'Oudoumont.
- Émile d'Oultremont (1831-1896), capitaine de cavalerie, bourgmestre de Gondregnies et sénateur d'Ath. Il se maria en 1860 au château de Morval avec Juliette baronne Tahon de La Motte (1837-1912), dont sept enfants.
- Henri d'Oultremont (1866-1914), marié à la baronne Alice Nothomb, major-adjoint d'état-major au 1er régiment des grenadier, officier de l'ordre de Léopold, décoré de la croix de guerre (Belgique) et cité à l'ordre du jour de l'Armée belge pour avoir fait preuve de bravoure et de dévouement tout à fait exceptionnels. Il meurt à la tête de son bataillon lors de la bataille de l'Yser le 22 octobre 1914, après un dialogue suivant qui a été rapporté : « Major d’Oultremont, vous devez charger et prendre d’assaut ces mitrailleuses ennemies avec vos grenadiers! » - « Mais c’est un ordre insensé, c’est du suicide! Maintenez-vous cet ordre? » - « Auriez-vous peur, d’Oultremont? » - « Peur? Vous allez voir comment meurt un d’Oultremont » répondit-il à l'ordre insensé qui lui est donné. Puis il déposa sur la table de son supérieur son révolver désormais inutile, prit sa canne et chargea en courant vers les mitrailleuses ennemies, suivi de tous ses hommes qui le vénéraient et n'hésitèrent pas à se faire tuer à ses côtés alors qu’il expirait en les encourageant [49].
- Anne d'Oultremont (1896-1986), épouse du comte Paul de Liedekerke, résistante lorsqu’elle habitait au palais Sorrento[50](propriété de son beau-frère milliardaire Pierre Mérillon[51]) à Pau, chevalier de l'ordre de Léopold II, Medal Freedom États-Unis, médaille de la Résistance, Croix de guerre (Belgique).
- Emmanuel d'Oultremont (1899-avril 1940), volontaire de Guerre 14-18 (à 17 ans), Croix de guerre (Belgique) avec palmes, médaille du combattant volontaire 1914-1918, médaille commémorative de la guerre 1914-1918, médaille de la Victoire 1914-1918 (Belgique). En 1920, il épouse Marie-Antoinette Simonis qui lui donna 7 enfants.
- François d'Oultremont (1899-1988), volontaire de Guerre 14-18, commandant du 3e régiment d'artillerie, général major e.r., commandeur de l'ordre de la Couronne (Belgique), officier de l'ordre de Léopold, marié à Antoinette de Prelle de la Nieppe.
- Adrien d'Oultremont (1843-1907) lieutenant-général de la garde civique, officier de cavalerie, membre de la chambre des représentants de Belgique[52]. En 1873, il épouse Hélène Malou, fille de Jules Malou.
- Hadelin d'Oultremont (1877-1943), grand maître de la maison du duc et la duchesse de Brabant, Croix de guerre (Belgique), médaille du combattant volontaire 1914-1918, croix du Feu et décoré de nombreux autres ordres. Mort pour la patrie le 10 décembre 1943. Aéronaute confirmé, en 1905 il fut cofondateur de la fédération aéronautique internationale avec son ami le comte Henry de La Vaulx qui prononça plus tard son éloge funèbre. Le 27 mai 1907, Hadelin d'Oultremont décolla avec son ballon La Belgique du parc de Saint-Cloud jusque Chartres, emmenant avec lui le duc de Brissac, pour offrir un baptême de l'air au futur roi Albert 1er de Belgique. La nacelle de son ballon « Djinn » est exposée au musée royal de l'Armée et de l'Histoire militaire dans le hall de l’aviation. Il épousa Hélène de Ligne, dont descend la branche aînée actuelle.
- Joseph d'Oultremont (1877-1942), président de l'Association royale belge de hockey et de l'Union royale belge des sociétés de football association.
- Herman d'Oultremont (1882-1943), cavalier, médaille d'argent olympique 1920 en équitation. il participa à de nombreux steeple-chase internationaux qu'il remporta plusieurs années consécutives entre 1912 et 1930. Croix de guerre (Belgique) 1916 avec palmes 1922, chevalier de l'ordre de la Couronne (Belgique) avec palmes, croix du Feu, officier de l'ordre de la Couronne (Belgique), croix militaire (Belgique) première Classe, officier de l'ordre de Léopold, commandeur de l'ordre de Léopold II et décoré de nombreux autres ordres. Il résidait à Woluwe-Saint-Pierre en l’hôtel du comte d'Oultremont, qu’il avait fait édifier en 1924 pour lui par l’architecte Paul Bonduelle. Major de cavalerie, il meurt en service le 17 février 1943.
- Yves d'Oultremont (1894-1938), volontaire de guerre à 20 ans, maréchal-des-logis-chef dans le corps[53] des ACM ou autos-canons belges expédié via Arkhangelsk combattre en Russie puis en Ukraine. Reçu par le tsar Nicolas II en son palais de Tsarkoïe Selo le 6 décembre 1915. Cité à l'ordre du jour le 8/12/1917 avec attribution de la croix de guerre avec palmes. Puis la croix de St George de Russie. Forcé avec ses hommes à faire le tour du monde pour rentrer en Europe, il traversera l'URSS en pleine révolution bolchévique, par le lac Baïkal puis la Sibérie et la Mandchourie pour s'embarquer à Vladivostok (20/4/1918). Débarqués à San Francisco, les belges sont acclamés comme des héros. Il rejoint l'armée belge et termine la guerre dans la cavalerie[54]. Chevalier de l'ordre de Léopold II, Médaille interalliée 1914-1918 et des volontaires de guerre, enfin démobilisé en août 1919.
- Théodore d'Oultremont (1914-2010), chevalier des ordres de La Couronne et de Léopold II, croix de guerre 1939-1945, croix des Évadés, Bronze Star (États-Unis), médaille de la reconnaissance batave, cofondateur avec Henry Bauchau du service des volontaires du travail en 1940. Il est inhumé avec son épouse, Marie-Victoire de Laistre, (1914-2014), dans la crypte du mausolée d'Oultremont à Houtaing.
- Charles-Émile d'Oultremont (1915-1996), chevalier de l'ordre de la Toison d'or, président du comité national belge du peuplier, membre du conseil supérieur des forêts et du conseil supérieur de la conservation de la nature, doyen d'honneur du travail, chevalier  grand-croix d’honneur et dévotion de l’ordre souverain de Malte[55],[56],[57], croix des évadés 1940-1945, médaille de la Résistance française, médaille du volontaire combattant et titulaire de nombreuses autres décorations. Lieutenant-colonel honoraire de cavalerie blindée, sous-lieutenant du 2e régiment de chasseurs à cheval, lieutenant Esc. des autos-blindées des forces belges de Grande-Bretagne. Chef de la branche aînée, il avait épousé en 1947 la baronne Béatrice van der Staten Waillet, (1920-2011), dont deux fils et une fille.

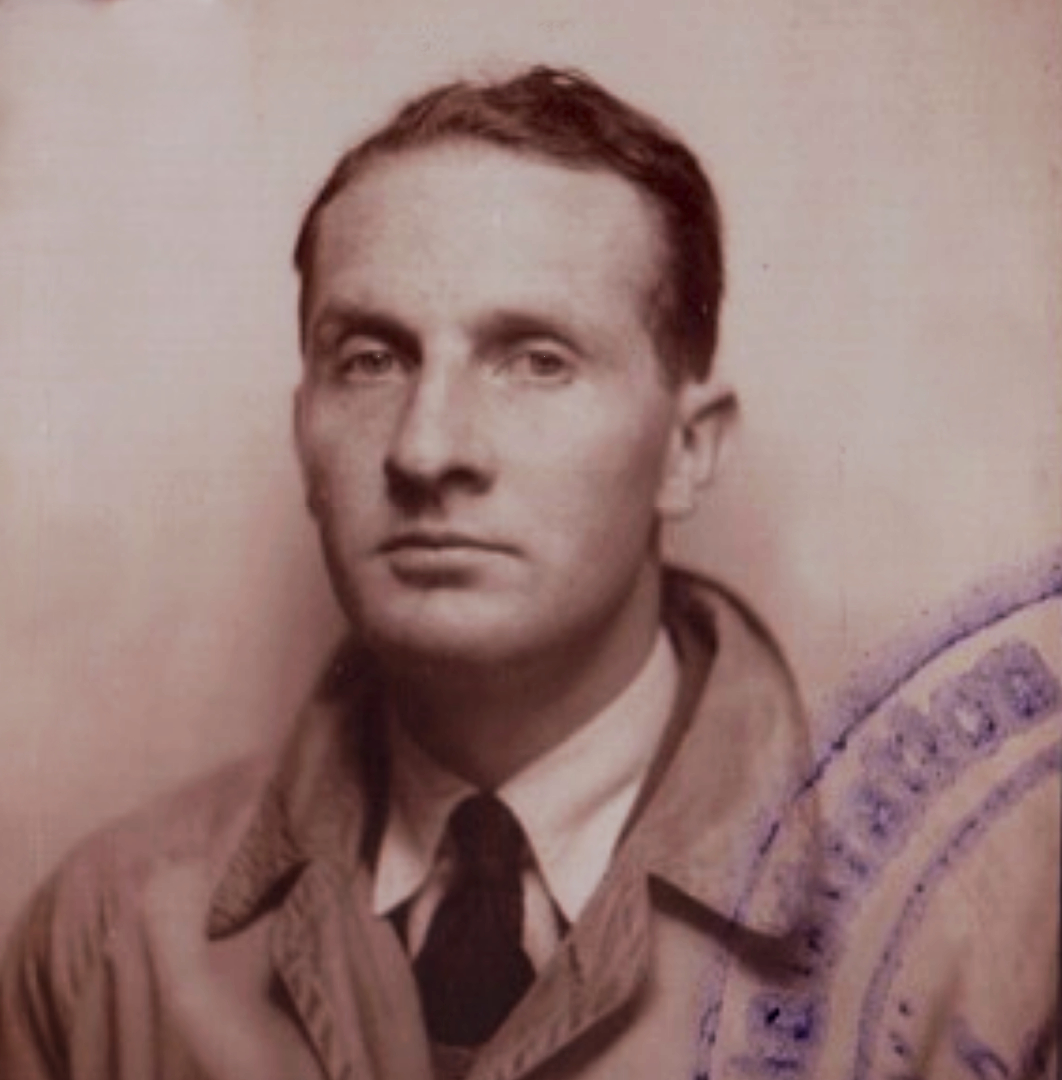
Georges d'Oultremont (1916-1993) en octobre 1942.

- Georges d'Oultremont (1916-1993), officier de l'ordre de Léopold et de l'ordre de la Couronne (Belgique) avec palmes, chevalier de l'ordre de Léopold II avec palmes, Croix de guerre 1939-1945, croix des évadés (condamné à mort par la Gestapo mais jamais pris, deux franchissements des Pyrénées pour la ligne d'évasion Comète[58] fondée par Andrée De Jongh), médaille de la Résistance française, MBE (ordre de l'Empire britannique), Croix militaire (Royaume-Uni), Médaille militaire (Royaume-Uni), croix de guerre du Grand-Duché du Luxembourg, Médaille de la Liberté and Bronze Palm (United States of America), bourgmestre d'Oteppe (province de Liège) pendant vingt-sept ans, entre en 1943 au 5ème Régiment de SAS, capitaine commandant au régiment Para-Commando, lieutenant parachutiste aux S.A.S. et parachuté deux fois derrière les lignes ennemies, premier soldat allié à atteindre la mer Baltique en 1945. Marié en 1946 à Myriam du Roy de Blicquy, (fille de la baronne Marie-Louise de Furstenberg, dame d'honneur de la reine Astrid et marraine du Roi Baudouin), décédée en 1972, dont huit enfants.
- Adrien d'Oultremont (1918-2005) médaille de la Résistance française, ordre de la Couronne (Belgique) avec palmes d'argent, médaille de la Croix-Rouge et barrette d'argent, médaille de la commémoration française avec la barrette de la Libération, chevalier de l'ordre équestre du Saint-Sépulcre de Jérusalem, volontaire de Guerre 1940-1945, il incarna Charles Quint à l'Ommegang pendant vingt-cinq ans. Échevin et bourgmestre d'Hélécine, il en fut aussi le dernier châtelain : le château et son domaine furent acquis en 1962 par la province de Brabant[59]. Il eut deux filles de son mariage en 1947 avec la comtesse Marie-Blanche du Chastel de la Howarderie (1921-2016): Sophie épousa le comte Christian d’Ursel, et Clotilde le prince Charles-Louis de Merode.
- André d'Oultremont (1922-2014), lieutenant A.R.A (Agent du Service de Renseignement et d'Action)[60], croix de guerre (Belgique) 40-45 avec palmes, médaille de la Résistance française. Il avait épousé en 1945 Nadine van de Werve d'Immerseel, (1923-2019) dont 7 enfants.
- Henri d’Oultremont (1925-), membre de la brigade Piron[61].
- Humbert d'Oultremont (1928-1995), général de brigade, aviateur. Époux en 1955 d'Odette de Briey (1932-1998), dont 3 enfants.

- Amélie d'Oultremont, fondatrice et présidente de la fondation Fortis Belgium, elle a reçu en 2007 du ministre d'État Étienne Davignon la décoration d'officier de l'ordre de Léopold pour son dévouement envers les jeunes déshérités de Belgique.
- Catherine d'Oultremont, écrivain, auteur de : Le Prince de la Concorde; La vie lumineuse de Jean Pic de la Mirandole; Le souffle des ancêtres (2008); Sèves  (2015).
- Stéphane d'Oultremont (en religion le révérend Père Stéphane), prieur de l'abbaye de Maredsous, maître de chœur et titulaire des orgues de l'abbaye. Il est fondateur et directeur de la chorale Laus Aeterna.
- Juan d'Oultremont, plasticien, auteur (auteur des paroles de la chanson Cœur de loup de Philippe Lafontaine) et enseignant.
- Odile d'Oultremont (1974-), petite-fille de Théodore d'Oultremont, scénariste et romancière[62].

## Armoiries
Coupé de gueules sur sable au lion d'argent, armé, lampassé et couronné d'or. Couronne à cinq fleurons.
Supports : à dextre un sauvage au naturel, armé de sa massue; à sénestre un lion d'argent armé, lampassé et couronné d'or.
Devise : Nobilitas Virtute Nititur (La noblesse se distingue par sa force d'âme)

## Titres
Comte du Saint-Empire pour tous les descendants en ligne légitime par lettres patentes du 25 février 1731 de l’empereur Charles VI, reconnu le 5 mars 1816 par le roi Guillaume Ier des Pays-Bas.

## Châteaux et demeures

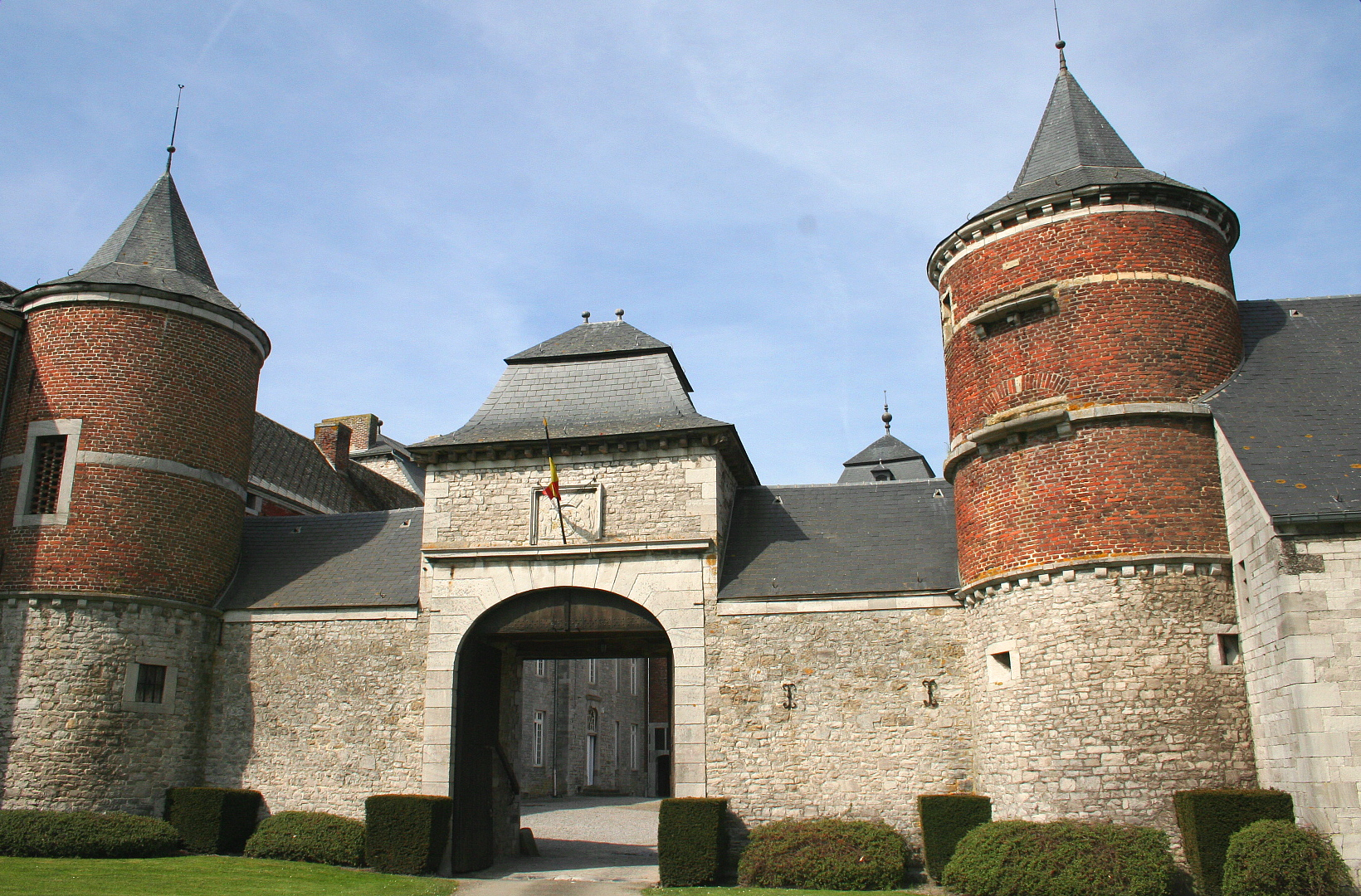
Château d'Oultremont

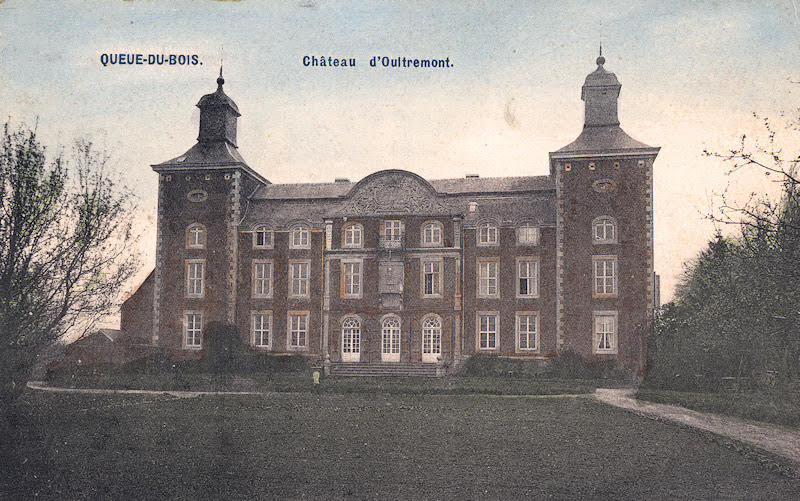
Château d'Oultremont à Saive, vers 1900 (Liège, Belgique).

- Château d'Oultremont à Saive, vers 1900 (Liège, Belgique).

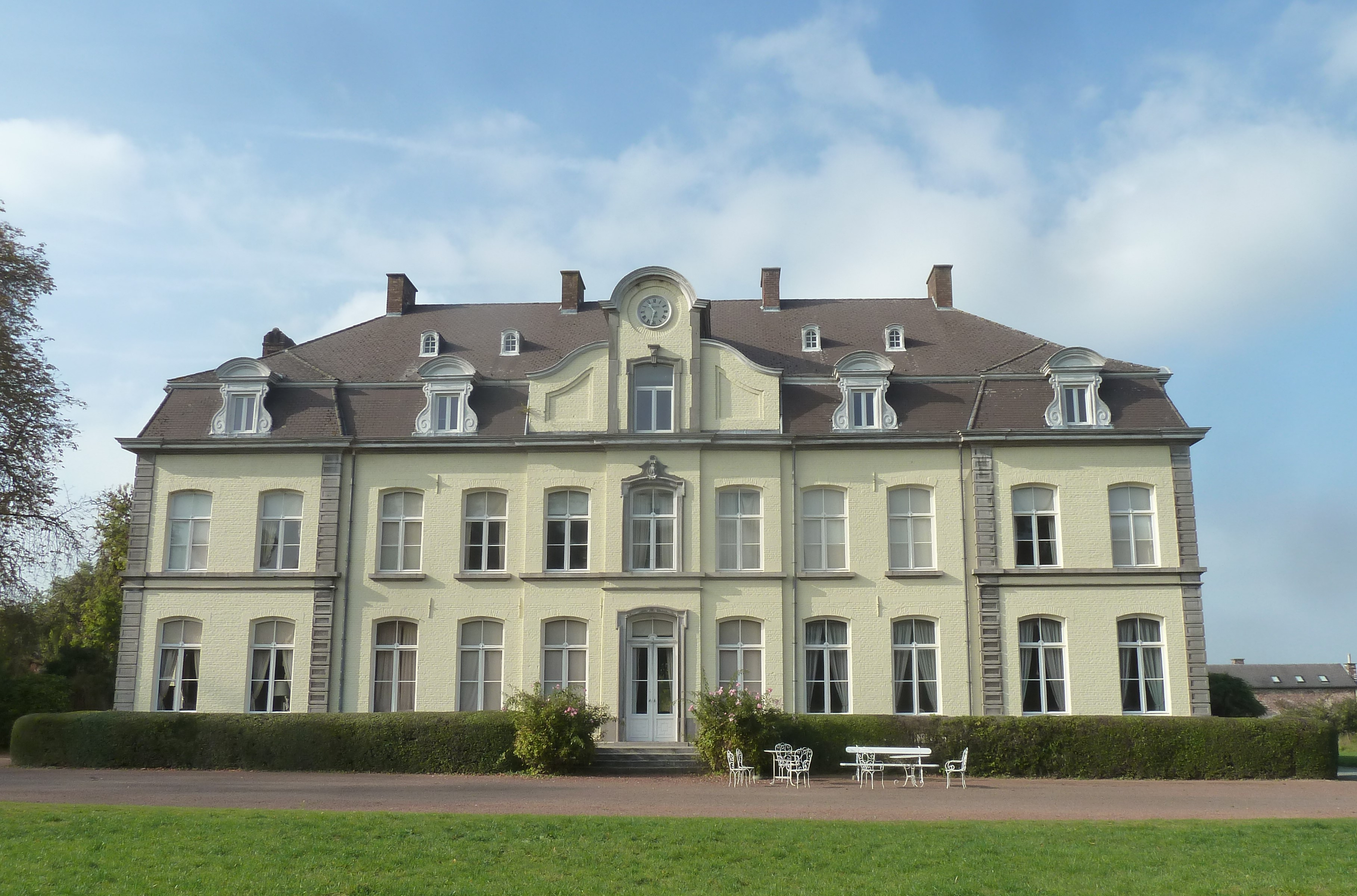
Château de Morval, côté jardins.

- Château d'Oultremont
- Tour d'Oultremont
- Hospice d'Oultremont
- Château de Warfusée
- Château de Wégimont
- Château de la Berlière
- Château de Presles
- Château de Landenne[65]
- Château de Geulle
- Château de Beusdael
- Château de Ham-sur-Heure
- Château d'Hougoumont
- Château de Duras
- Château de Maillard
- Château de Morval
- Château de l'Hirondelle à Oteppe[66]
- Château d'Hélécine[59]
- Château de la Cattoire
- Château de Linkebeek
- Château de Berzée
- Château de Nouvelles
- Château de Xhos
- Château de Bois-Murat
- Château de Broydenborg
- Château d'Aische
- Château de Lesve
- Château Hof Ter Linden
- Château de Bossenstein
- Château de Furnaux
- Château d’Oultremont à Saive[67]
- Château d’Ermeton-sur-Biert

#### Généalogie
- Isidore de Stein d'Altenstein, Annuaire de la noblesse de Belgique, Bruxelles, Auguste Decq, 1861 (lire en ligne), p. 238 à 251 : généalogie de la famille d'Oultremont.
- Maurice Yans et Charles Emile d'Oultremont, Généalogie succincte de la maison d’Oultremont, Saint-Georges-sur-Meuse, Charles Emile d'Oultremont, 1990 (lire en ligne).
- Baron de T'Serclaes, « Généalogie des familles de Warnant et d'Oultremont », dans Annuaires de la Noblesse de Belgique, Bruxelles, 1884 à 1887.
- Maximilien de Troostembergh, Recueil de tableaux de quartiers de noblesse des familles belges, vol. 2, Bruxelles, 1913.

#### Histoire locale
- « Warfusée, patrie du prince-évêque Charles-Nicolas d'Oultremont », l'Annuaire d'Histoire liégeoise, t. VII, no 31,‎ 1963, p. 9-136.
- J. Daris, Histoire du diocèse et de la principauté de Liège pendant le XVIIIe siècle, Liège, 1877 (lire en ligne).
- De Gerlache, Histoire de Liège depuis César jusqu'à Maximilien de Bavière, Bruxelles, Édition M. Hayez, 1843, p. 268 et suiv.
- Yvan Ylieff, Saint-Hubert et la diplomatie liégeoise, Liège, 1963
- Lambert de Vlierden, Elogiae etiam et epitaphia sed Bohemica et Paltinus Rheni bella, 1621, p. 64.
- H. Bernard, « L'an 14 et la campagne des illusions », Le journal de Mons, Bruxelles, 1983,‎ 2 mai 1960.
- Ferd. Henaux, Histoire du pays de Liège, t. II, Liège, Imprimerie J. Desoer, 1874, 3e éd., p. 454 et suiv.
- F. Magnette, Précis d'histoire Liégeoise, Liège, s.d., Vaillant-Carmanne, 1re éd., p. 204 et 205.
- Stanislas Bormans, Les Seigneuries allodiales du Pays de Liège : avec une introduction historique, Liège, J. Gothier, 1867 (lire en ligne [PDF]).
- Georges Hansotte, Les institutions politiques et judiciaires de la principauté de Liège aux Temps modernes, Bruxelles, Crédit Communal, coll. « Histoire » (no 73), 1987, 355 p., In-8° broché.
- Georges-Henri Dumont, La vie quotidienne en Belgique sous le règne de Léopold II, Bruxelles.
- Archives de l'École Royale Militaire à Bruxelles, dont les Bulletins périodiques (Le Drapeau), 15 avril 1919.